# جورج س. هانكس جونيور
جورج س. هانكس جونيور (بالإنجليزية: George C. Hanks, Jr.)‏ هو قاضي ومحامي أمريكي، ولد في 25 سبتمبر 1964 في بريوكس بريدج في الولايات المتحدة.